# 李軍 (京劇演員)
李軍（1961年11月29日—），男，山東人，中国京劇演員，一級演員（正高級職稱），工生行，中國共產黨員。拜師馬長禮、胡少安（台灣）、汪正華先生。中國戲曲學院表演系學士、研究生班碩士。
現任上海京劇院二團團長。主要演出作品有現代京劇（京劇現代戲）《熱血悲情》、《生死界》；新編古裝京劇《扈三娘與王英》、《寶蓮燈》、《大唐貴妃》（配大型西方管弦樂伴奏的「交響京劇」，王玉璞打鼓）等。

## 生平
1978年，考進了中國戲曲學院，師從葉蓬、王世續、劉盛通、李世霖、傅德威等多位師長習藝。
1985年，拜師於楊派藝術家梁慶雲先生，學演了《洪羊洞》、《烏盆計》、《擊鼓罵曹》、《珠簾寨》、《游龍戲鳳》等楊派劇目。
1988年，李軍正式拜師著名京劇藝術家馬長禮；學習《將相和》、《斷密澗》、《秦香蓮》、《甘露寺》等著名劇目。 
1992年，正式調入於上海京劇院工作，爾後成為了楊派傳人汪正華先生的門下；演出了《伍子胥》、《失空斬》、《四郎探母》等楊派骨子戲。

## 傳統劇目
- 《失空斬》
- 《四郎探母》
- 《紅鬃烈馬》
- 《楊家將》
- 《伍子胥》
- 《珠簾寨•五太保上山擒虎豹》
- 《打金磚》
- 《定軍山》
- 《伐東吳》
- 《夜奔》 [1]

## 榮譽
- 1988年，榮獲山東省省直文化系統戲曲表演“一等獎”。
- 1989年，獲得山東省青年戲曲專業“一等獎”項殊榮。
- 1990年，獲全國中青年電視大獎賽青年組“最佳榮譽獎”。
- 1991年，獲得全國中青年電視大獎賽青年組“最佳表演獎”。[1]

## 外部連結
- 著名京剧杨派老生李军收徒 暨浙江京剧团优秀青年演员傅玉拜师仪式在杭隆重举行   （页面存档备份，存于）
- 《紐約會客室》 李軍：京劇的魅力  （页面存档备份，存于）